# Robert Kühner
Robert Kühner, né le 15 mars 1903 à Paris et mort le 28 février 1996 à Lyon, est un mycologue français et professeur de sciences naturelles, enseignant la botanique, la microbiologie et la mycologie. Ses travaux dans le domaine de la mycologie et plus particulièrement sur les Agaricales font référence.
C'est tout jeune, pendant ses vacances près du Praz de St. Bon, en Savoie, qu'il se passionne déjà pour l'entomologie, la botanique et la mycologie, et peint ses trouvailles à l'aquarelle, des fleurs alpines surtout et des champignons « indéterminables. »  Son livre de chevet était le Ricken. Plus tard, sa vocation pour la mycologie s'affirme au contact d'éminents spécialistes tels que Maublanc, Patouillard, Malençon et autres, apprenant sur le terrain au cours de sorties organisées par la Société mycologique de France.

## Carrière universitaire et scientifique
Après des études à la Sorbonne, (thèse en 1926), il passe l'agrégation de sciences naturelles en 1931 et devient  Professeur de sciences naturelles au lycée de Lille en 1931-1932, puis un an à la faculté d'Alger (1933). Assistant en botanique à la faculté des sciences de Paris en 1933. En 1938, Maître de conférences de botanique à la faculté des sciences de Lyon, puis en 1946, Professeur titulaire.
En 1959, il devient Professeur titulaire de la chaire de microbiologie et mycologie, puis depuis 1962, Professeur titulaire de la chaire de botanique, il crée le laboratoire de mycologie associé au CNRS. Il prend sa retraite en 1973.

## Mycologue professionnel
À partir de 1922, il accumule les descriptions de toutes ses récoltes, sur le modèle de Narcisse Patouillard, avec qui il prépare sa thèse en Sorbonne sous la direction du Professeur Dangeard. L'influence de René Maire lui donne le goût du détail, mentionnant les caractères microscopiques des structures (revêtements, trame des lames), révélés par Fayod dès 1889, mais peu exploités depuis. Il acquiert ainsi les techniques histologiques d'étude de l'hyménium, des basides et des spores qui lui permirent des découvertes importantes dans ses réflexions de systématicien.
En 1933, Docteur ès-sciences, il s'adonne à sa passion pour la mycologie, lors de ses rencontres avec Henri  Romagnesi (1912-1999). Il publie de volumineuses monographies sur les genres Galera en 1935, et Mycena en 1938.

## Publications majeures
Ses recherches ont porté sur les sujets suivants : 
- Ordres Agaricales et Bolétales dans des orientations diverses :
- Écologie alpine (jusqu'à la Laponie).
- Anatomie et ontogenèse du Basidiocarpe.
- Microtopographie du contenu cellulaire et des pigmentations intercellulaires.
- Paroi de la basidiospore; - Comportements nucléaires de la spore par rapport au mycélium issu de sa germination.
- Comportements nucléaires de la baside aux spores qu'elle porte. - Anomalies du comportement nucléaire.

Il est coauteur avec Henri Romagnesi de la Flore analytique des champignons supérieurs.

## Espèces dédiées à Kühner
- Collybia  kuehneriana Singer, 1961. Persoonia, 2(1),  p.  24  = Gymnopus erythropus (Persoon) Antonín, Halling & Noordeloos (1997), Mycotaxon, 63, p. 364 (nom actuel).
- Conocybe kuehneriana Singer. Agaricales, Bolbitiaceae. Conservation nature.
- Cortinarius kuehneri M.M. Moser,  1974, p. 288. Bulletin Mensuel de la Société Linnéenne de Lyon, 43: 288. Agaricales, Cortinariaceae.
- Entoloma kuehnerianum Noordeloos, 1985  = Nolanea  kuehneriana (Noordeloos)  P.D. Orton. Persoonia, 12(4), p. 461 (Basionyme) (nom actuel). Agaricales. Entolomataceae.
- Hebeloma kuehneri Bruchet, 1970. Bulletin mensuel de la Société linnéenne de Lyon, 39, suppl. 6, p. 21. (Basionyme)  (nom actuel).
- Hebelomatis kuehneri (Bruchet) Locquin (1979)  [1977],  Flore mycologique. Mycological  flora,  Vol.  III -IV  Cortinariales -A,  p.  146.Agaricales, Hymenogasteraceae.
- Inocybe kuehneriana Locquin. Agaricales, Inocybaceae.
- Melanoleuca  kuehneri Bon, 1988. Documents  mycologiques, 18(72),  p.  64 (Basionyme).  = Melanoleuca exscissa ss. Kühner (1956), Bulletin mensuel  de  la  Société linnéenne de Lyon, 25, p. 176. Agaricales, Tricholomataceae.
- Hebeloma kuehnerianum, basionyme
- Lactarius  kuehneri Josserand  = Lactarius  alpinus Peck, 1875, Annual Report on the New York State Museum of Natural History, 27: 96.
- Lepiota kuehneri Huijsman ex Hora, 1960. Agaricales, Agaricaceae.
- Lepiota  kuehneriana Locquin, 1956. Friesia, 5:  296.Agaricales,  Agaricaeae.
- Mycena  kuehneriana A .H. Sm., 1947. Lucr. Conf. nat. Stinta  Solului: 190. Agaricales, Mycenaceae. Arts databanken.
- Omphalina kuehneri Lamoure, 1974, p. 162. (Basionyme). Agaricales, Tricholomataceae.

## Notices biographiques
- Boidin J. 1974. Carrière universitaire du professeur Robert Kühner. Bull. mens. soc. lin. Lyon, 1974, n° spécial, Travaux mycologiques dédiés à R. Kühner : 8-10.
- Boidin J. 1996. Nécrologie. Robert Kühner (15 mars 1903 - 27 février 1996). Bulletin mensuel de la Société linnéenne de Lyon 1996, 65 (8) : 244-245.
- Josserand M. 1974. R. Kühner, le mycologue. Bull. mens. soc. linn. Lyon, 1974, n° spécial, Travaux mycologiques dédiés à R. Kühner : 11-13.
- Lamoure D. & Miller O.K. jr 1999. Robert Kühner, 1903-1996. Mycologia, 91 : 707-713.
- Ramousse R. 2011-2019. Kühner Robert (1903-1996). Dictionnaire des membres de la Société linnéenne de Lyon.